# Gais, Nam Tirol
Gais tiếng Ý: Gais; tiếng Đức: Gais) là một đô thị ở tỉnh Bolzano-Bozen trong vùng Trentino-Alto Adige/Südtirol của Ý, có vị trí cách khoảng 110 km về phía đông bắc của thành phố Trento và khoảng 60 km về phía đông bắc của thành phố Bolzano. Tại thời điểm ngày 31 tháng 12 năm 2004, đô thị này có dân số 2.985 người và diện tích là 60,3 km².
Đô thị Gais có các frazioni (các đơn vị cấp dưới, chủ yếu là các làng) Lana di Gais, Riomolino, Montassilone, và Villa Ottone.
Gais giáp các đô thị: Bruneck (Brunico), Sand in Taufers (Campo Tures), Pfalzen (Falzes), Percha (Perca), và Mühlwald (Selva dei Molini).